# Unión Deportiva Güímar
La Unión Deportiva Güímar fue un club de fútbol del municipio de Güímar (Santa Cruz de Tenerife) España. Fue fundado en 1942 y desapareció el verano de 2009 tras fusionarse con el otro representativo municipal el C.D.Los Ángeles para crear el actual Atlético Unión Güímar.

## Historia
La Unión Deportiva Güímar se funda en el año 1942. En el año 1980 tiene el honor de ser uno de los 20 fundadores del Grupo Canario de Tercera División, en ese momento empezaba la época dorada de este histórico club que hasta ese momento se encontraba lejos de los puestos punteros del fútbol regional. Ocho años consecutivos estaría la U.D.Güímar en Tercera División, llegando a jugar dos fases de ascenso y quedando incluso campeón en la temporada 1983/84. Tras un paso fugaz por Preferente de dos años el equipo del güimarero volvía a Tercera División, esta vez con objetivos más humildes, la meta era conseguir la salvación, y en hasta 5 ocasiones se logró, pero en la sexta temporada el equipo descendía a Preferente y empezaba un descenso en picado que lo llevó a un nuevo descenso tres años más tarde esta vez a 1.ª Regional. En 1.ª Regional compitió sus últimas diez temporadas de vida intentando sin éxito volver a la élite del fútbol canario hasta que en 2009 el equipo se unión al C.D.Los Ángeles por expresa petición del Ayuntamiento de Güímar para crear el Atlético Unión Güímar.
El equipo blanquiazul, mantiene uno de los récords del grupo Canario, ya que consiguió ganar todos sus partidos como local 19 en la temporada 1983/84, año en que además se proclamó campeón de liga con 60 puntos. Solía protagonizar partidos de gran rivalidad contra el Club Deportivo Candela, equipo del municipio vecino de Candelaria.
Por su banquillo pasaron entrenadores de renombre como Martín Marrero, Valentín Toste o David Amaral.

### Copa del Rey
Jugó la Copa del Rey en cuatro ocasiones llegando a alcanzar incluso la 3.ª Ronda donde se midió a equipos de primera división como el Real Club Celta de Vigo o el Real Sporting de Gijón en las temporadas 1982/83 y 1983/84, respectivamente. También tuvo el honor de enfrentarse a los dos grandes del fútbol canario el Club Deportivo Tenerife y la Unión Deportiva Las Palmas.
- Temporada 1982/83
  - 1ª Eliminatoria
  - SD Tenisca 2-0 UD Güímar
  - UD Güímar 4-1 SD Tenisca
  - 2ª Eliminatoria
  - Clasificada directo 3ª Eliminatoria
  - 3ª Eliminatoria
  - UD Güímar 0-3 RC Celta
  - RC Celta 6-0 UD Güímar
- Temporada 1983/84
  - 1ª Eliminatoria
  - CD Tenerife 1-0 UD Güímar
  - UD Güímar 1-0 CD Tenerife (3-1)
  - 2ª Eliminatoria
  - Clasificada directo 3.ª Eliminatoria
  - 3ª Eliminatoria
  - UD Güímar 0-2 Sporting de Gijón
  - Sporting de Gijón 4-0 UD Güímar
- Temporada 1984/85
  - 1ª Eliminatoria
  - UD Güímar 2-1 CD Mensajero
  - CD Mensajero 1-0 UD Güímar (4-5)
  - 2ª Eliminatoria
  - UD Güímar 1-0 U. D. Las Palmas
  - U. D. Las Palmas 2-0 UD Güímar
- Temporada 1985/86
  - 1ª Eliminatoria
  - Clasificada directo 2.ª Eliminatoria
  - 2ª Eliminatoria
  - UD Güímar 0-1 CD Tenerife
  - CD Tenerife 2-2 UD Güímar

### Copa de La Liga
También jugó en la temporada 1983/84 la Copa de La Liga de Tercera División llegando a cuartos de final.

## Estadio
La Unión Deportiva Güímar jugaba sus encuentros como local en el Estadio Municipal de Tasagaya. Dicho Estadio se encuentra en una zona deportiva con otras instalaciones deportivas como piscinas o terrero de lucha y cuenta con una capacidad para unos 3.000 espectadores.

## Todas las temporadas
| Temporada | División     | Posición | Copa del Rey |
| --------- | ------------ | -------- | ------------ |
| 1978/79   | Preferente   | 3.º      |              |
| 1979/80   | Preferente   | 6.º      |              |
| 1980/81   | 3ª División  | 10.º     |              |
| 1981/82   | 3ª División  | 2.º      |              |
| 1982/83   | 3.ª División | 4.º      | 3ªElim.      |
| 1983/84   | 3ªDivisión   | 1º       | 3ªElim.      |
| 1984/85   | 3ªDivisión   | 3.º      | 2ªElim.      |
| 1985/86   | 3ªDivisión   | 7.º      | 2ªElim.      |
| 1986/87   | 3ªDivisión   | 15º      |              |
| 1987/88   | 3ªDivisión   | 19.º     |              |
| 1988/89   | Preferente   | 5.º      |              |
| 1989/90   | Preferente   | 1º       |              |
| 1990/91   | 3ªDivisión   | 15.º     |              |
| 1991/92   | 3ªDivisión   | 8.º      |              |
| 1992/93   | 3ªDivisión   | 14.º     |              |
| 1993/94   | 3ªDivisión   | 17º      |              |
| 1994/95   | 3ªDivisión   | 17.º     |              |
| 1995/96   | 3ªDivisión   | 20.º     |              |
| 1996/97   | Preferente   | 11.º     |              |
| 1997/98   | Preferente   | 15.º     |              |
| 1998/99   | Preferente   | 17.º     |              |
| 1999/00   | 1ªRegional   | 5.º      |              |

| Temporada | División     | Posición | Copa del Rey |
| --------- | ------------ | -------- | ------------ |
| 2000/01   | 1.ª Regional | 12.º     |              |
| 2001/02   | 1.ª Regional | 9º       |              |
| 2002/03   | 1.ª Regional | 11º      |              |
| 2003/04   | 1.ª Regional | 15º      |              |
| 2004/05   | 1.ª Regional | 9.º      |              |
| 2005/06   | 1.ª Regional | 10.º     |              |
| 2006/07   | 1.ª Regional | 11.º     |              |
| 2007/08   | 1.ª Regional | 15.º     |              |
| 2008/09   | 1.ª Regional | 7.º      |              |

### Datos del Club
- Temporadas en 3ªDivisión: 14
- Temporadas en Preferente: 7
- Temporadas en 1ªRegional: 10

### Palmarés
- Campeón Tercera División de España (Grupo XII) (1): 1983/84
- Campeón Copa Heliodoro Rodríguez López (1): 1989/90
- Campeón Preferente Tenerife (1): 1989/90